# جلوان
جلوان یکی از روستاهای حاشیه نشین اصفهان در استان اصفهان است. این روستا در دهستان قهاب شمالی از توابع بخش مرکزی شهرستان اصفهان قرار دارد.
جلوان در حاشیه انتهای  شمال شرقی شهر اصفهان قرار گرفته‌است. بر اساس سرشماری سال ۱۳۸۵، جمعیت این روستا ۱٬۰۸۳ نفر (۲۸۶ خانوار) بوده‌است. بیش از شصت درصد جمعیت مذکور را غیر بومیان مهاجر تشکیل داده‌اند. از جمله آثار تاریخی آن امامزاده یحیی است. دارای یک دبستان ابتدائی ویک مدرسه راهنمائی می‌باشد.  در این روستا که اکنون جزو حاشیه حومه شهر اصفهان شده، پارکینگ نیروی انتظامی قرار دارد که در محل معبر و کنار جاده ورودی روستا واقع شده‌است. حصه و جلوان کنار یکدیگر هستند.
ساکنان روستای جلوان، لر و عراقی و عرب و افغانی هستند.

## در قدیم
در لغت‌نامه دهخدا این‌گونه آمده‌است:
جلوان دهی است از دهستان قهاب بخش حومه شهرستان اصفهان. واقع در هزارگزی شمال اصفهان و سه هزارگزی جاده زینبیه. موقع جغرافیائی آن جلگه و هوای آن معتدل است. سکنه آن ۱۲۸ تن. آب آن از قنات و محصول آن غلات، پنبه، صیفی و شغل اهالی زراعت است. راه فرعی دارد. (از فرهنگ جغرافیائی ایران ج ۱۰).